# Marcel Desailly
Marcel Desailly (születési neve Odenke Abbey) (Accra, Ghána, 1968. szeptember 7. –)  francia labdarúgó, Franciaországgal 1998-ban világbajnoki serleget, 2000-ben pedig Európa-bajnokságot nyert.

## Pályafutása
Marcel Desailly Odenka Abbey-ként lett anyakönyvezve, de miután az édesanyja összeházasodott egy francia diplomatával, a nevét megváltoztatta Marcel-re. Franciaországba érkezése után 4 évvel az FC Nantes-nál játszott ahol 1986-ban írta alá első profi futballszerződését.
1992-ben teljesítményére felfigyelt a Marseille, és a következő évben (1993) magasba emelhette az első Bajnokok Ligája trófeáját. 1994-ben a Milanhoz került és ott is megnyerte a BL-t (első olyan játékosként, akinek ez sorozatban két csapattal sikerült). 1994-ben és 1996-ban a milánóiakkal még nyert olasz bajnokságot is. Bár jobban szeretett védő lenni, olykor-olykor a középpályán is kellett játszania.
1998-ban a Chelsea-hez került, itt egészen a 2003–2004-es szezon végéig játszott. A 2004-es Európa-bajnokság után a válogatottól visszavonult 116 mérkőzéssel a háta mögött, ezt a rekordot eddig csak Lilian Thuram-nak sikerült megdöntenie.
2004-ben az Al-Gharafát csapatához került, amellyel 2005-ben megnyerték a Quatari Ligát. Ezután visszavonult a profi labdarúgástól. Jelenleg az UNICEF nagykövete Ghánában.

## Sikerei, díjai
- Olympique de Marseille (1992–1994) 
  - Ligue 1 – 1992–1993 (a csapatot megfosztották a címétől)
  - Bajnokok Ligája – 1993
- AC Milan (1994–1998)
  - Serie A – 1993–1994, 1995–1996
  - Bajnokok Ligája – 1994
  - UEFA-szuperkupa – 1994
- Chelsea FC (1998–2004)
  - UEFA-szuperkupa – 1998
  - FA-kupa – 1999–2000
  - Charity Shield – 2000
- Al-Gharafa SC (2004–2005)
  - Katari bajnokság – 2004–2005
- Francia labdarúgó-válogatott (1993–2004)
  - Világbajnokság – 1998
  - Európa-bajnokság – 2000
  - Konföderációs Kupa – 2001
  - Konföderációs Kupa – 2003